# Römischer Zentralismus
Als Römischer Zentralismus wird in katholischen Kreisen die seit dem 11. Jh. mit Papst Gregor VII. begonnene Durchsetzung der Autorität des Papsttums („dictatus papae“, 1075) in der Kirche verstanden. Die römische Papstidee hat zweifellos Wurzeln im Imperium Romanum. Sie nimmt für sich jedoch in Anspruch, dass sie im Ergebnis besonders die Ansprüche des Kaisertums und weltlich-totaler Staatsideen überhaupt in Frage stellt. Der vielhundertjährige Konflikt der Päpste mit den Staatsautoritäten eskalierte im mittelalterlichen Investiturstreit, schien aber am Vorabend der französischen Revolution mit dem Sieg des Absolutismus zu Ende zu gehen. Sogar die kirchlichen Befugnisse der Päpste in den katholischen Monarchien (Habsburg, Frankreich, Spanien, Portugal) waren auf ein Minimum gesunken, weiter abgeschwächt durch das Jesuitenverbot 1773.
Die fortschreitende Konzentration der Päpste auf ihren geistlichen Führungsanspruch (1870: Dogma von der Unfehlbarkeit) begründete aber schrittweise einen Wiederaufstieg. Das Papsttum war noch nie in seiner Geschichte so universal präsent wie während der Pontifikate im 20. Jh., namentlich unter Papst Johannes Paul II.
Weite Teile der wissenschaftlichen Theologie sehen den Römischen Zentralismus jedoch im kirchlichen Alltag ein Hindernis für Ökumene, Pluralismus und soziales Engagement vor Ort. So haben z. B. 1989 mehr als 200 Theologieprofessoren aus dem deutschsprachigen Raum mit der „Kölner Erklärung“ ihre Kritik am zentralistischen Kurs ihrer Kirche zum Ausdruck gebracht. Der Text spricht von einer „fortschreitenden Entmündigung der Teilkirchen“. Kern dieser Kritik ist, dass der Papst in unzulässiger Weise versuche, die lehramtliche sowie rechtliche und disziplinarische Kompetenz seines Amtes zu überziehen. Traditionelle, auch rechtlich festgeschriebene Rechte der Mitwirkung der Bischöfe würden vom Vatikan missachtet. Dieser neue römische Zentralismus ersticke die Öffnung der katholischen Kirche.
Die konservative Seite antwortet auf die Kritik häufig mit besonders intensiven Loyalitätsbekundungen. Der Zentralismus habe sich kulturgeschichtlich als der einzige Weg erwiesen, um der Ausübung der Religion ihren geistlichen Vorrang vor den Angelegenheiten der Politik zu sichern („Libertas ecclesiae“). Zentralismus müsse nicht bedeuten, dass jedes bürokratische Detail in Rom entschieden werden soll (obwohl das im Zeitalter der Weltkonzerne möglich wäre). Der einzige in der Öffentlichkeit erkennbare Unterschied zu anderen christlichen Konfessionen, nämlich der geistliche Führungsanspruch des Papsttums, wäre als bloß abstraktes Prinzip unfruchtbar. Mit Ausnahme mancher evangelischer Freikirchen habe noch keine „Kirche ohne Papst“, innerhalb des christlichen Spektrums, eine größere Widerstandsfähigkeit gegenüber den totalitären Ansprüchen moderner Staaten erlangen können als der Katholizismus.
Bei einer Bewertung des Römischen Zentralismus müssen Reformschritte Berücksichtigung finden, die das Zweite Vatikanische Konzil in Richtung Kollegialität und Dezentralisierung gegangen ist. So heißt es z. B. in der Kirchenkonstitution Lumen gentium bezüglich der Leitung der einzelnen Teilkirchen „Die Bischöfe leiten die ihnen zugewiesenen Teilkirchen als Stellvertreter und Gesandte Christi durch Rat, Zuspruch, Beispiel, aber auch in Autorität und heiliger Vollmacht, die sie indes allein zum Aufbau ihrer Herde in Wahrheit und Heiligkeit gebrauchen.“ (Lg 27)
In seinem 2013 veröffentlichten apostolischen Schreiben Evangelii gaudium bedauert Papst Franziskus, dass für die Bischofskonferenzen – entgegen dem Auftrag des Zweiten Vatikanischen Konzils – noch immer keine Satzung existiert, die sie „als Subjekte mit konkreten Kompetenzbereichen versteht, auch einschließlich einer gewissen authentischen Lehrautorität“. Und weiter heißt es in Evangelii gaudium:
„Es ist nicht angebracht, dass der Papst die örtlichen Bischöfe in der Bewertung aller Problemkreise ersetzt, die in ihren Gebieten auftauchen. In diesem Sinn spüre ich die Notwendigkeit, in einer heilsamen 'Dezentralisierung' voranzuschreiten.“ (Eg 16)
Das will der Papst auf dem ‚Weg der Synodalität‘ erreichen. In einer Rede zum 50-jährigen Bestehen der Einrichtung der Bischofssynode durch das Zweite Vatikanische Konzil sagte er im Oktober 2015: „Die Welt, in der wir leben […], verlangt von der Kirche eine Steigerung ihres Zusammenwirkens in allen Bereichen ihrer Sendung. Genau dieser Weg der Synodalität ist das, was Gott sich von der Kirche des dritten Jahrtausends erwartet.“ ... „Ich bin überzeugt, dass in einer synodalen Kirche auch die Ausübung des petrinischen Primats besser geklärt werden kann. Der Papst steht nicht allein über der Kirche, sondern er steht in ihr als Getaufter unter den Getauften […].“
Diese Formulierungen stehen in einem inhaltlichen Zusammenhang mit dem 1931 in der Sozialenzyklika Quadragesimo anno ausformulierten Subsidiaritätsprinzip. Danach sollen Aufgaben und Probleme so weit wie möglich von der kleinsten Gruppe bzw. der untersten Ebene einer Organisationsform unternommen werden. Nur wenn sie dazu nicht in der Lage sind, soll die nächsthöhere Ebene unterstützend eingreifen. Dass dieses in der katholischen Soziallehre so gewichtige Prinzip auch für die Kirche selbst Geltung haben müsste, wurde zwar immer wieder gefordert, aber nur in geringem Maße realisiert. Immerhin hatte sogar schon Pius XII. die Subsidiaritätsdefinition als „wahrhaft lichtvolle Worte!“ bezeichnet, die für alle Stufen des gesellschaftlichen Lebens Geltung haben müssten, und gefolgert: „sie gelten auch für das Leben der Kirche unbeschadet ihrer hierarchischen Struktur“. Oswald von Nell-Breuning, der maßgeblich am Zustandekommen von Quadragesimo anno beteiligt war, interpretierte dies in einem Artikel über „Subsidiarität in der Kirche“ so, dass „das Subsidiaritätsprinzip sich nicht nur mit der hierarchischen Struktur der Kirche verträgt, sondern zu dieser Struktur gehört“.